# JobCheckIN

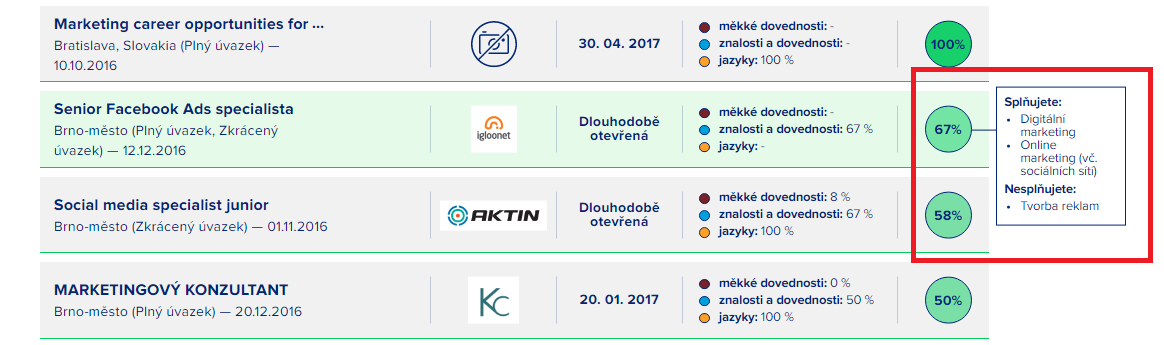
Doporučování pozic v portálu JobCheckIN

JobCheckIN je kariérní portál Masarykovy univerzity. Vznikl v Kariérním centru MU v říjnu 2016. Portál slouží studentům a absolventům Masarykovy univerzity do 3 let od ukončení studia a pomáhá jim najít práci nebo stáž jak po studiu, tak během něj. 
Největší výhodou JobCheckINu je schopnost posoudit do jaké míry se hodí student na konkrétní pozici. Tuto míru shody studentům a u pracovních nabídek zobrazí. Díky tomu dokáže doporučit přesně takové pracovní pozice, o které mají studenti zájem nebo na které mají kvalifikaci. K 13. 8. 2024 je na kariérním portálu přes 13 000 studentů a více než 120 zaměstnavatelů.
Portál rozšiřuje a doplňuje služby Kariérního centra MUNI, které pomáhá usnadnit studentům a čerstvým absolventům přechod ze studijního do pracovního světa a připravit je k samostatnému řízení své profesní dráhy. Mezi služby Kariérního centra patří například Kariérní konzultace, Konzultace CV, Pohovor nanečisto nebo oblíbené Assessment centrum.

## Možnosti pro zaměstnavatele
Po registraci a vyplnění profilu mají zaměstnavatelé možnost budovat svůj brand. To zahrnuje například představení své firemní kultury, definování svých požadavků na uchazeče a popis přijímacího procesu. Dále mohou zaměstnavatelé inzerovat pracovní nabídky, kterých je možné vložit neomezené množství (počet aktivních pracovních pozic však závisí na předplatném, které zaměstnavatel zakoupí).
JobCheckIN umí také doporučit nejlépe se hodící kandidáty, kdy porovná požadavky z pracovní pozice s profily studentů a najde ty nejlépe se hodící kandidáty. Je také možnost vyhledávat uchazeče v databázi podle speciálních požadavků, což se může hodit u hodně úzce definovaných pracovních pozic.
Předplatné JobCheckINu se liší pro komerční firmy a pro státní správu a neziskové organizace. Aktuální ceny naleznete zde. Peníze, které zaměstnavatelé platí za možnost inzerce v kariérním portálu, vrací Kariérní centrum do oběhu tím, že poskytuje zdarma služby pro studenty a absolventy Masarykovy univerzity a pomáhá jim objevit vlastní kariérní dráhu a rozvíjet v nich schopnosti a dovednosti potřebné k tomu, aby dosahovali svých vysněných kariérních cílů.

## Možnosti pro studenty
JobCheckIN nabízí jedinečnou možnost vytvořit si profil, podle kterého zaměstnavatelé budou studenty poznávat. Také umí posoudit, do jaké míry se hodí student na konkrétní pozici a u pracovních nabídek tuto míru shody zobrazí. V portálu studenti naleznou pouze studentské a absolventské pozice. Velkou výhodou je to, že zaměstnavatel po studentovi nemůže vyžadovat praxi delší než 12 měsíců, ani nemůže nabízet pozice z jiných oborů, než jaké se na MUNI vyučují.
Portál je propojený s Informačním systémem MU, z kterého automaticky stahuje informace o studiu (fakulta, obor, semestr, stav studia) o každém studentovi a absolventovi registrovaném v portálu.